# Inquisitor zebra
Inquisitor zebra é uma espécie de gastrópode do gênero Inquisitor, pertencente a família Pseudomelatomidae.